# 2010年PTTタイ・オープン
2010年PTTタイ・オープン(2010 PTT Thailand Open)は、2010年9月27日から10月3日にかけてタイ・バンコクのインパクト・アリーナで開催された子プロテニスツアーのATP250シリーズトーナメント大会である。サーフェスは室内ハードコート。本年で通算8回目の開催となる。

## シングルス

### シード選手
| 国           | 選手                             | ランク1 | シード |
| ------------ | -------------------------------- | ------- | ------ |
| スペイン     | ラファエル・ナダル               | 1       | 1      |
| スペイン     | フェルナンド・ベルダスコ         | 8       | 2      |
| オーストリア | ユルゲン・メルツァー             | 13      | 3      |
| ラトビア     | エルネスツ・グルビス             | 25      | 4      |
| アルゼンチン | フアン・マルティン・デル・ポトロ | 35      | 5      |
| オランダ     | ティーモ・デ＝バッカー           | 46      | 6      |
| セルビア     | ビクトル・トロイツキ             | 47      | 7      |
| ドイツ       | ミハエル・ベラー                 | 49      | 8      |

- 2010年9月20日付のATPランキングに基づく。

### 主催者推薦
以下の3名が主催者推薦を受け本戦から出場した。
- マルク・ロペス
- ダナイ・ウドムチョク
- フェルナンド・ベルダスコ

その他以下の1名がスペシャル・エグゼンプト(前週のツアー大会で上位進出した為、予選に参加できなかった選手に与えられる救済措置)を受け、本戦から出場した。
- ミーシャ・ズベレフ

### 予選勝者
以下の4名が予選を勝ち上がり本戦に出場した。
- ルーベン・ベーメルマンス
- ライラー・デハート
- コンスタンティン・クラフチュク
- フレデリック・ニールセン

## 優勝

### シングルス
ギリェルモ・ガルシア＝ロペス def.  ヤルコ・ニエミネン, 6–4, 3–6, 6–4
- ガルシア=ロペスにとって今シーズン初、キャリア通算2度目のツアーシングルスタイトル獲得となった[1][2]。

### ダブルス
クリストファー・キャス /  ビクトル・トロイツキ def.  ジョナサン・エルリック /  ユルゲン・メルツァー, 6-4, 6-4
- キャスにとって今シーズン初、キャリア通算3度目のツアーダブルスタイトル獲得となり、トロイツキにとってキャリア初のツアーダブルスイトル獲得となった[3]。